# Brus

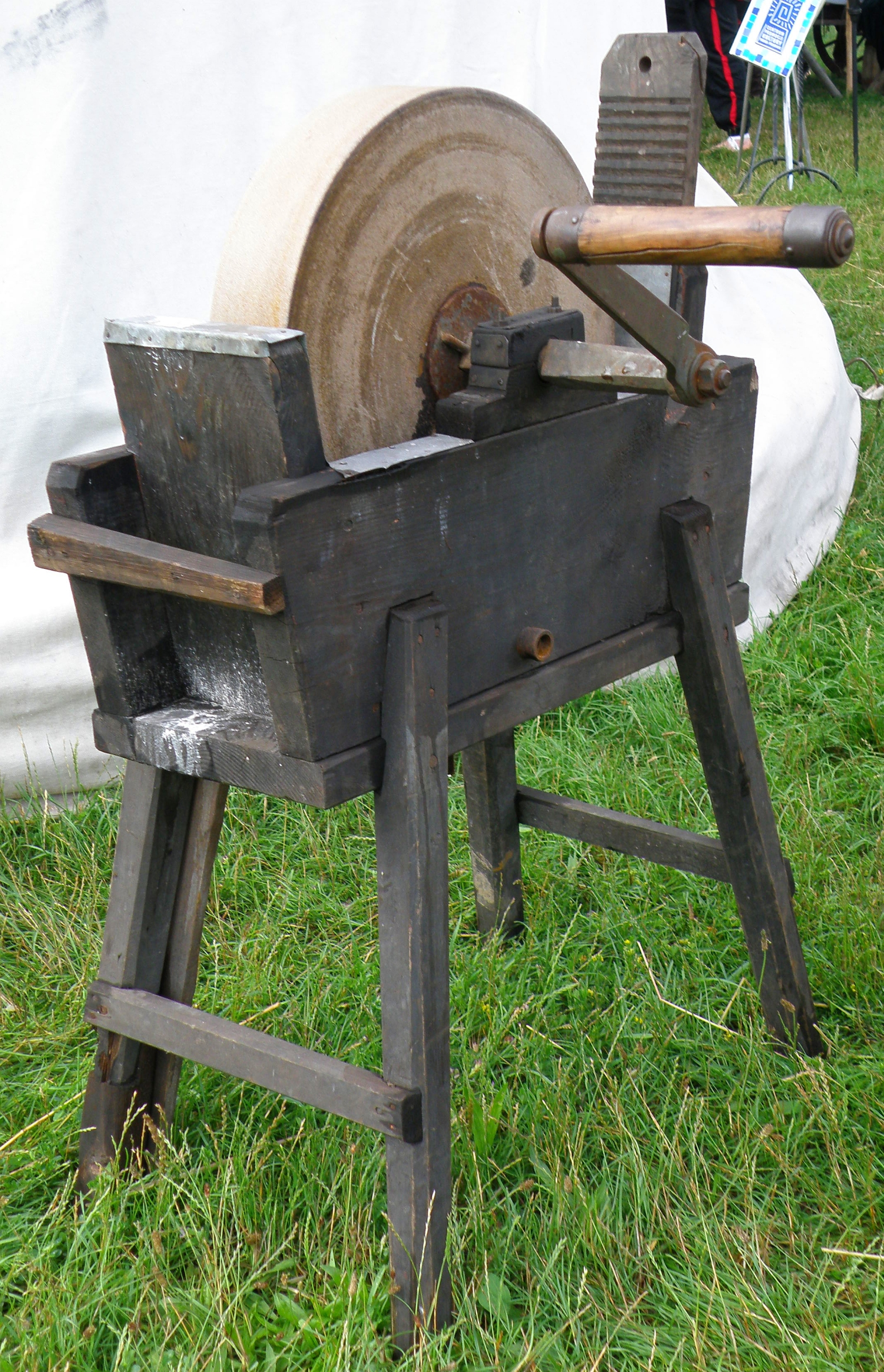
Ruční brus s klikou

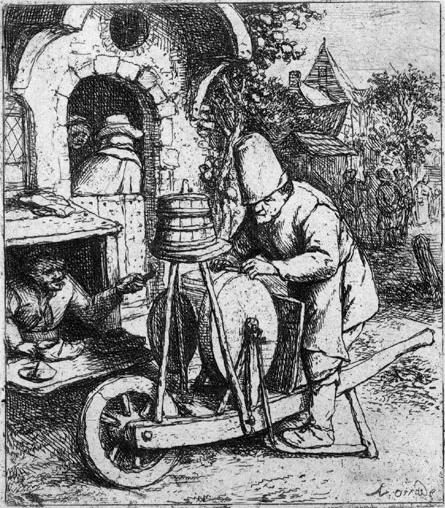
Adriaen van Ostade: Pouliční brusič (kolem 1650)

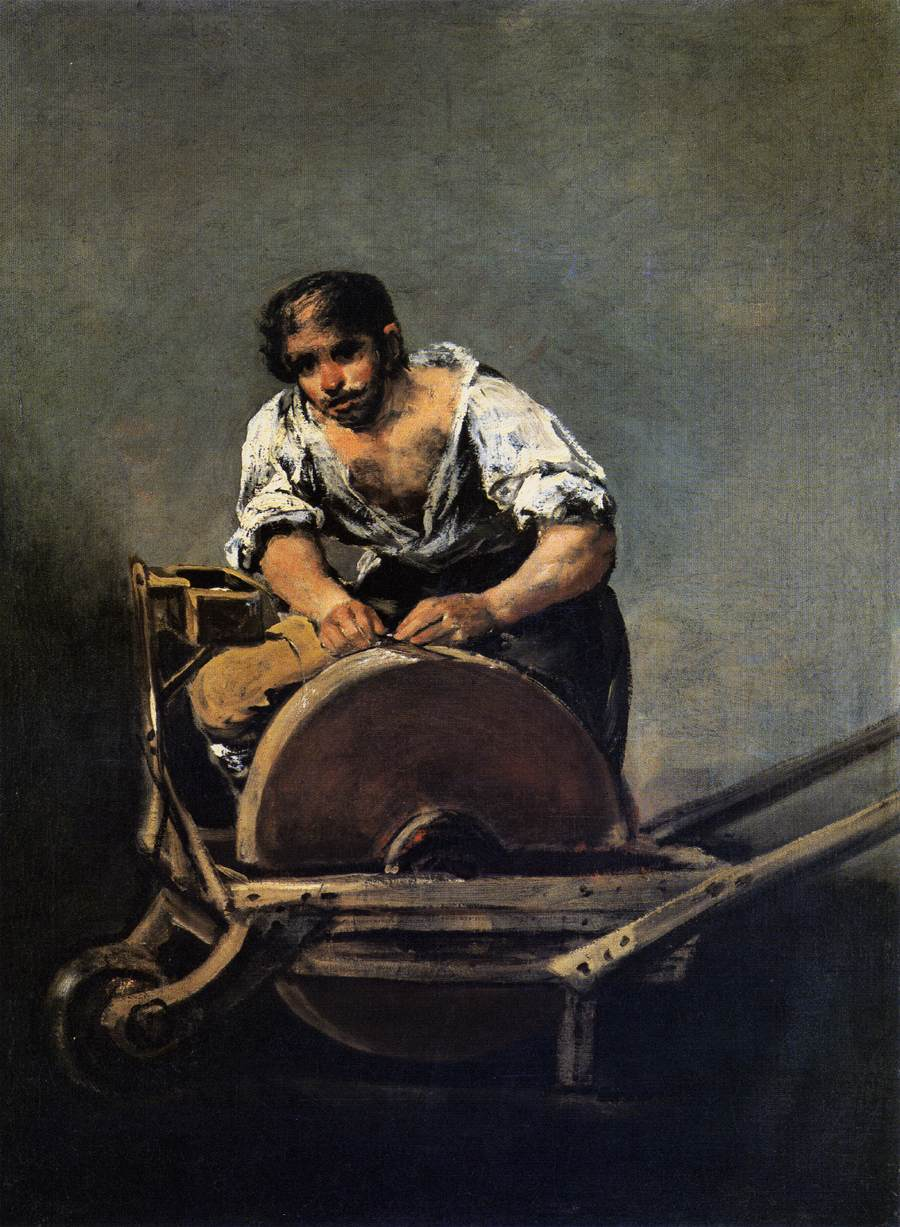
Francisco de Goya: Pouliční brusič nožů (kolem 1790)

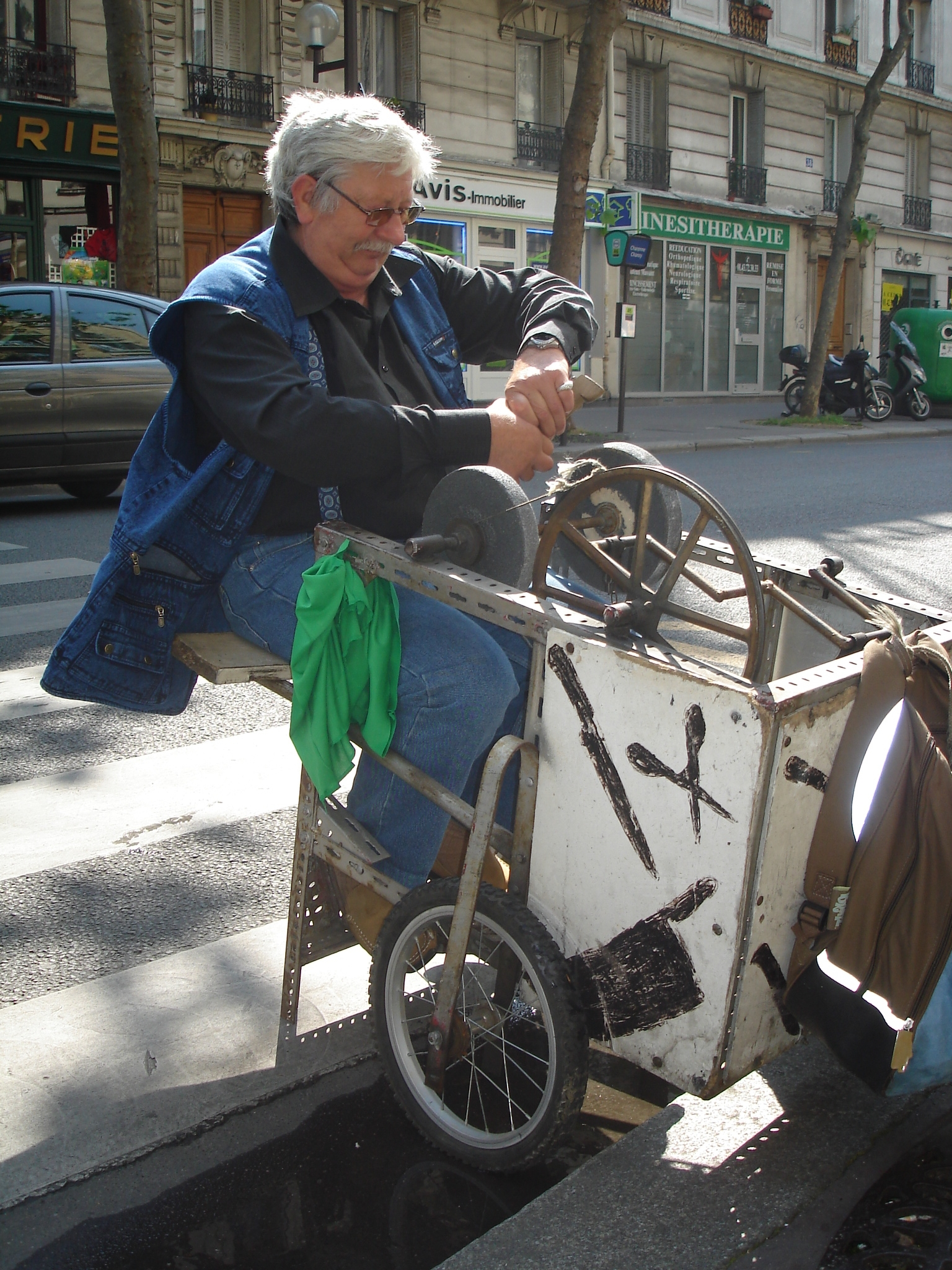
Pouliční brusič v Paříži (2006)

Brus je jednoduché mechanické zařízení, používané v minulosti k broušení a ostření nástrojů. Skládá se z brusného kotouče z abrazivního materiálu (obvykle pískovce) a kliky nebo šlapacího mechanismu, který jím otáčí. Brus může ale označovat také samotný brusný kotouč.
Brousek znamená špalík brusného materiálu (přírodního kamene, karborunda a podobně) k ostření nástrojů.

## Šlapací brus
Brusný kotouč na ose je uložen v dřevěné konstrukci s vanou tak, že jeho dolní částí se smáčí ve vodě. Při otáčení se smočí celá brusná plocha, takže se nástroj při broušení chladí. To je i dnes žádoucí při broušení kvalitnějších ocelových nožů nebo řezbářských dlát. V žádném případě totiž nemůže dojít k vyhřátí ostří jako u elektrické brusky a tím k jeho změknutí a znehodnocení. Zmodrání ostří sice snadno dalším odbroušením zmizí, ale ocel v tom místě změkla, mnohem dříve se otupí a už nikdy nepůjde nabrousit ve špičkové kvalitě. Pohon obstarával jednoduchý klikový mechanismus poháněný šlapáním. Mrtvé polohy klikového mechanismu překonává brus vlastní setrvačností.
- U brusu je důležité, aby spodní vana s vodní lázní šla sklápět tak, aby v době klidu nebyla spodní část brusného kotouče trvale ve vodě. Voda při broušení pískovcový kotouč změkčuje a také chladí při broušení. Trvale namočený kotouč v tom místě více změkne, pak při broušení tam rychleji ubývá a za čas je šišatý.

- Brusné kotouče vyráběli kameníci v pískovcových lomech. Ne každý druh pískovce se hodil, zvláště vhodný byl středně tvrdý pískovec. Tvrdost křemenných zrníček v pískovci je stejná, tvrdostí se rozumí tvrdost pojiva, které tato brousící zrníčka spojuje. Zrníčko brousí svými ostrými hranami, ty se otupí a zbytek zrníčka se z pojiva vyloupne. Na jeho místo nastoupí nové, ostré zrníčko. Příliš tvrdé pojivo drží tupé zrníčko zbytečně dlouho, kotouč brousí pomalu. Příliš měkké pojivo rychle uvolňuje další a další ostrá zrníčka, kotouč sice výkonně brousí, ale rychle ubývá.

## Použití
Brus kdysi patřil k výbavě prakticky každé zemědělské usedlosti, kovářské dílny i dalších provozů, kde bylo třeba ostřit nástroje, zejména sekyry, dláta, krumpáče nebo motyky. Pojízdný šlapací brus na kolečku používali podomní brusiči, kteří ostřili kuchyňské nože.
Dnes se místo brusu vesměs používá elektrická stolní bruska, pro drobné ostření a obtahování pak ruční brousek. Na ostření nožů a jemných dlát se užívají malé motorové brusky s pomalým během a vodním chlazením.

## Poznámka
Slovem brus někdy také bývá označována vlastní broušená plocha, tedy povrch broušeného předmětu.